# Рубежівська сільська рада
Рубежівська сільська рада — колишня адміністративно-територіальна одиниця та орган місцевого самоврядування у Базарському районі Коростенської й Волинської округ, Київської та Житомирської областей Української РСР з адміністративним центром у селі Рубежівка.

## Населені пункти
Сільській раді на час ліквідації були підпорядковані населені пункти:
- с. Березівка;
- с. Рубежівка.

## Населення
Станом на 1 жовтня 1941 року у сільській раді налічувалося 114 дворів та 455 мешканців, в тому числі: чоловіків — 178, жінок — 277.

## Історія та адміністративний устрій
Створена 25 січня 1926 року в складі сіл Березівка та Рубежівка П'ятидубської сільської ради Базарського району Коростенської округи внаслідок реорганізації П'ятидубської сільради у російську національну.
Станом на 1 вересня 1946 року сільська рада входила до складу Базарського району Житомирської області, на обліку в раді перебували села Березівка та Рубежівка.
Ліквідована 11 серпня 1954 року, відповідно до указу Президії Верховної ради Української РСР «Про укрупнення сільських рад по Житомирській області», територію та населені пункти ради приєднано до складу Гуто-Мар'ятинської сільської ради Базарського району Житомирської області.